# Forrás naphal
A forrás naphal (Elassoma alabamae) a sugarasúszójú halak (Actinopterygii) osztályába tartozó Sügéralakúak (Perciformes) rendjébe és a törpenaphalfélék (Elassomatidae) családjába tartozó faj.

## Előfordulása
Egykor igen nagyszámú populációjuk élt Észak-Alabama mészkőhegyeinek barlangjaiból fakadó forrásvizekben mára azonban a kihalás szélére sodródott veszélyeztetett faj lett.
Az intenzív növénytermesztés következtében a forrásvidék elszennyeződött és a populáció összeomlott. Több mint 30 évig egyetlen példány sem került elő – úgy gondolták, a faj kihalt. De 1973-ban David E. Etnier talált egy új populációt a Beaverdam patakban. Az 1990-es évek elején az amerikai Fred C. Rohde kezdeményezésére a Pyror-vidék természetvédelmi területté vált és így a forrás naphal megmenekült a kihalástól.

## Megjelenése
Testhossza 2-3 centiméter. A hím és a nőstény eltér egymástól így jól megkülönböztethetőek.

## Szaporodása
Márciusban vagy áprilisban ívik és ikráit vízinövényekre helyezi el.